# Лега Про Пріма Дівізіоне
Лега Про Пріма Дівізіоне (італ. Lega Pro Prima Divisione), також відома у 1978–2008 роках як Серія C1 (італ. Serie C1) — колишній третій рівень італійського футбольного чемпіонату, що існував у 1978—2014 роках.

## Історія
Третій рівень футбольного чемпіонату Італії виник 1935 року й отримав назву Серія C.
1978 року Серія C була розділена на два дивізіони: Серію C1 і Серію C2. 2008 року Серія C1 отримала назву Лега Про Пріма Дівізіоне.
Після реформи ліги 2014 року, два попередні підрозділи Лега Про Пріма Дівізіоне і Лега Про Секонда Дівізіоне припинили своє існування і були об'єднані в один дивізіон — Лега Про Дівізіоне Уніка, або скорочено Lega Pro.

## Структура
Турнір був розділений на дві зони: A (північна) і B (південна), по 18 команд у кожній. Розіграш чемпіонату проводився окремо в кожній зоні. За результатами розіграшу дві команди від кожної зони переходять до Серії B. Найкращі команди кожної зони здобувають підвищення автоматично, а чотири команди в кожній зоні, які посіли місця з другого по п'яте, наприкінці сезону влаштовують між собою перехідний турнір (Play-off), переможець якого також потрапляє до Серії B.
Три найгірші команди кожної зони вибувають до Лега Про Секонда Дівізіоне. Команди, що посіли останні місця, переходять туди автоматично; між командами, що закінчили чемпіонат на місцях з 14-то по 17-те, влаштовується перехідний турнір (Play-out), і до Секонда Дівізіоне вибувають дві найгірші команди цього турніру.
Команди, які вибули з ліги, замінюють найгірші команди Серії B і найкращі команди Серії C2.